# Aalburg
Aalburg  è una ex-municipalità dei Paesi Bassi di 12 630 abitanti situata nella provincia del Brabante Settentrionale.

## Storia
La prima menzione del nome del luogo Aalburg è datata 889. Il comune è stato istituito il 1º gennaio 1973 ed è stato creato dalla fusione degli ex-comuni di Eethen, Veen, Wijk en Aalburg e parte del territorio di Andel. Soppressa il 1º gennaio 2019, il suo territorio, assieme a quello delle ex-municipalità di Werkendam e di Woudrichem, è andato a formare la nuova municipalità di Altena.

## Geografia antropica

### Frazioni
| N. | Frazione        | Abitanti |
| -- | --------------- | -------- |
| 1  | Wijk en Aalburg | 5788     |
| 2  | Veen            | 2398     |
| 3  | Genderen        | 1680     |
| 4  | Eethen          | 737      |
| 5  | Meeuwen         | 764      |
| 6  | Drongelen       | 407      |
| 7  | Babyloniënbroek | 396      |